# Peccata minuta
Peccata minuta (literalmente, «faltas pequeñas») es una expresión latina familiar que se usa para indicar un error o falta leves. Se usa en sentido coloquial para designar una culpa, equivocación o error que es de poca importancia. Aun cuando las palabras de esta expresión latina están en plural, se aplican también a un hecho en singular y, así, se dice, por ejemplo: "Lo que ha hecho este hombre es peccata minuta en comparación con lo que han hecho otros".